# Stejari
Stejari is een Roemeense gemeente in het district Gorj.
Stejari telt 3076 inwoners.